# Aflenz
Aflenz è un comune austriaco di 2 427 abitanti nel distretto di Bruck-Mürzzuschlag, in Stiria. È stato creato il 1º gennaio 2015 dalla fusione dei precedenti comuni di Aflenz Kurort e Aflenz Land e ha lo status di comune mercato (Marktgemeinde); capoluogo comunale è Aflenz Kurort.